# Papá tiene una placa nueva
«Papá tiene una placa nueva» (título original «Poppa's Got a Brand New Badge») es el vigésimo segundo episodio y final de la decimotercera temporada de Los Simpson. Se emitió por primera vez en la cadena Fox en Estados Unidos el 22 de mayo de 2002. En el episodio, una ola de calor masiva hace que los residentes de Springfield instalen grandes dispositivos de aire acondicionado en sus hogares. Esto provoca que la central nuclear de Springfield se sobrecargue, provocando dos apagones en toda la ciudad. El Departamento de Policía de Springfield es impotente ante los disturbios que siguen, lo que llevó a Homer, insatisfecho con la incompetencia de la policía, a iniciar su propia empresa de seguridad llamada SpringShield.
«Papá tiene una placa nueva» fue dirigida por Pete Michels y escrita por Dana Gould, quien también propuso la idea del episodio. Presenta al actor estadounidense Joe Mantegna como el personaje recurrente Fat Tony e incluye referencias a Dragnet, High Noon y Los Soprano. En su emisión original, el episodio fue visto por aproximadamente 5,3 millones de espectadores, terminando en el puesto 53 en los ratings la semana en que se emitió. Tras el lanzamiento del vídeo casero el 24 de agosto de 2010, el episodio recibió críticas mixtas por parte de los críticos.

## Trama
Springfield se encuentra en medio de una enorme ola de calor. Cada edificio de la ciudad ha instalado un gran dispositivo de aire acondicionado. Sin embargo, esto consume mucha energía de la central nuclear de Springfield. A pesar de las medidas de seguridad que ha tomado el Sr. Burns (cortando la electricidad al orfanato), la planta está a plena potencia. En casa, sin aparato de aire acondicionado, los Simpson tienen que seguir a un ventilador anticuado. Homer decide darles una idea del invierno conectando a su Papá Noel bailarín. Esto sobrecarga la planta y provoca un apagón en toda la ciudad. Al final se producen disturbios y saqueos generalizados. La policía intenta intervenir, pero no puede detener la enorme ola de criminalidad.
Al día siguiente, Springfield ha sido devastada por la ola de crímenes. El alcalde Quimby decide actuar formando un Comité del Listón Azul. En la casa de los Simpson, alguien roba la colección Stacy Malibu de Lisa. Homer decide actuar buscándolo. Encuentra al culpable, Jimbo Jones, y luego frustra un robo por parte de Snake Jailbird en el Kwik-E-Mart. Revisa una lista muy larga de sus trabajos anteriores y decide que le gusta la idea de combinar su amor por ayudar y herir a la gente. Homer forma su propia empresa de seguridad llamada «SpringShield». Aunque solo cuenta con Homer, Lenny y Carl, es más eficiente y exitoso que el Departamento de Policía de Springfield. Cuando Quimby ve al jefe Wiggum intentando dispararle a una piñata con una escopeta, despide a Wiggum y (en un ataque de ira) convierte a Homer en jefe de policía.
Después de detener una de las operaciones de Fat Tony, Homer prácticamente libra a Springfield del crimen. Sin embargo, Fat Tony escapa y promete matar a Homer a menos que abandone la ciudad. Homer no puede obtener protección de los ciudadanos a los que protege (solo Ned Flanders se ofrece como voluntario, pero Homer ignora su oferta) y Lenny y Carl se encierran en una celda. Cuando Homero no se va, Fat Tony llega con algunos de sus propios secuaces (incluido Johnny Tightlips), así como con músculos de la mafia: los personajes de la serie Soprano. Justo antes de que estén a punto de matar a Homer, alguien dispara a los mafiosos y los hiere. A salvo de nuevo, Homer vuelve a nombrar a Wiggum jefe de policía (lo cual, según él, es cómo lo consiguió la primera vez). Cuando Marge le agradece por salvar a Homer, Wiggum dice que no le disparó a nadie, ya que perdió su arma, su placa y casi su patrulla. Sin que ellos lo supieran, la persona que salvó a Homer fue Maggie, quien dispara a los mafiosos desde su ventana con un rifle deportivo con mira telescópica.

## Producción

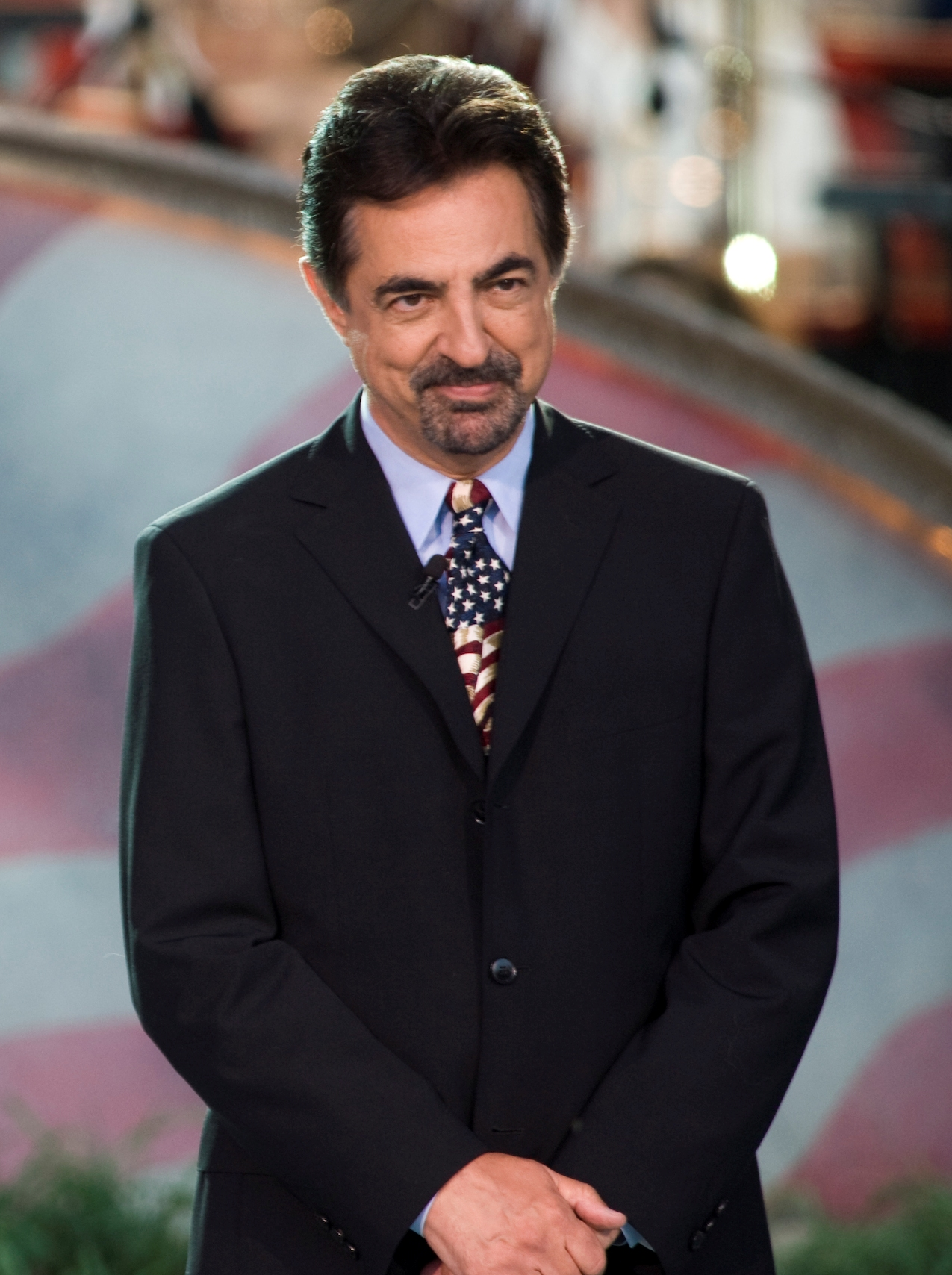
Joe Mantegna (en la foto) interpretó a Fat Tony en el episodio.

«Papá tiene una placa nueva» fue escrita por Dana Gould y dirigida por Pete Michels. Se transmitió por primera vez en la cadena Fox en los Estados Unidos el 22 de mayo de 2002. La idea del episodio también fue propuesta por Gould, quien acababa de mudarse al sur de California con su esposa. Después de mudarse, los dos decidieron instalar un sistema de alarma porque, bromeó Gould, «la policía no es suficiente. Demasiada gente quiere matarte». Al reunirse con los otros escritores, Gould propuso un episodio en el que Homer se convierte en propietario de una empresa de seguridad, que luego se convirtió en «Papá tiene una placa nueva». Aunque el showrunner actual, Al Jean, lo encontró «muy divertido», el primer borrador del episodio fue muy modificado después de la primera lectura en mesa, un proceso en el que el guion se lee en voz alta a los otros escritores. Durante el apagón, Lenny y Carl chocan accidentalmente sus autos contra una tienda, lo que provoca un disturbio. La secuencia fue concebida por Gould quien, después de los disturbios de Los Ángeles de 1992, estaba «algo obsesionado» con los problemas de disturbios civiles. En el comentario en DVD del episodio, dijo: «Me encanta la idea de: "Todo lo que necesitas es que se apague la energía y poco a poco el tejido de la sociedad se deshaga"». Mientras intenta determinar quién robó el auto Stacy Malibu de Lisa, Homer considera a Bart como su principal sospechoso. Sin que Bart lo sepa, que está comiendo una manzana, Homer le dice a Lisa: «Míralo allí, comiendo esa manzana. ¿Qué está planeando?». Originalmente, la escena mostraría a Homer sospechando de Lisa, pero debido a que molestaba al actor de voz del personaje, Yeardley Smith, se cambió la escena. El actor estadounidense Joe Mantegna interpretó a Fat Tony en el episodio.
En otra escena del episodio, Homer le muestra a su familia un anuncio de su empresa de seguridad. En él, se ve a un monstruo irrumpiendo en la casa de una anciana. Cuando la mujer grita, la pantalla se congela y Homer aparece en la pantalla, instruyendo a la audiencia sobre el número de teléfono de SpringShield. Para poder plasmar a Homer en la pantalla, el director Michels utilizó una pantalla verde. El anuncio se reanuda y el monstruo es sometido por Homer, Lenny y Carl. Confundido, el monstruo se vuelve hacia Homer y le pregunta: «¿amigo?» a lo que Homer responde «el único amigo que necesitas es SpringShield» y sostiene una tarjeta de presentación frente a la cámara. Luego, el monstruo pone la tarjeta en su billetera y dice «monstruo puesto en la billetera». La última línea del monstruo fue escrita durante una de las reescrituras del episodio, pero ninguno de los escritores del equipo de redacción de Los Simpson se ha atribuido el mérito. Desde entonces, la frase se ha vuelto muy popular entre el personal de redacción de la serie; Jean dijo que era «muy divertido e inusual para un programa de televisión», y Gould considera que es su chiste favorito en cualquier episodio que haya escrito. Al final del episodio, Maggie salva a Homer disparando a los miembros de la pandilla de Fat Tony con un rifle. La escena fue concebida por el cocreador y productor ejecutivo de la serie James L. Brooks mientras escribía notas durante la primera lectura del episodio.